# Eddie Eagan
Edward Patrick Francis Eddie Eagan, ameriški športnik, častnik in odvetnik, * 26. april 1897, Denver, ZDA, † 14. junij 1967, Rye, New York, ZDA.
Eddie Eagan je edini športnik, ki  mu je uspelo osvojiti zlato olimpijsko medaljo tako na poletnih kot tudi na zimskih olimpijskih igrah v različnih športih. Najprej je bil zmagovalec v boksu ter nato še v bobu štirisedu. 